# گمینا بورنه سولینووو
گمینا بورنه سولینووو (به لهستانی:  Gmina Borne Sulinowo) یک گمینا در لهستان است که در شهرستان شچچینک واقع شده‌است. گمینا بورنه سولینووو ۴۸۴٫۲۴ کیلومتر مربع مساحت و ۹٬۲۳۰ نفر جمعیت دارد.